# Mesosa nomurai
Mesosa nomurai es una especie de escarabajo longicornio del género Mesosa, categorizada en la tribu Mesosini, de la subfamilia Lamiinae. Fue descrita por Hayashi en 1964.

## Descripción
Mide 10-13 mm de longitud.

## Distribución
Se distribuye por Japón.